# 남선호
남선호(1965년 11월 22일 ~ )는 대한민국의 영화 감독이다.
1995년 영화 《맨?》연출부에서 활동 경력을 높였다. 2006년 감독 데뷔작으로 《모두들, 괜찮아요?》등의 작품을 통해 흥행적인 코미디 영화를 선보였다.

## 수상
- 2006년 서울영화제 국내경쟁부문 대상

## 경력
- 극단 연우무대 연출가 및 제작자